# Cycloes granulosa
Cycloes granulosa är en kräftdjursart som beskrevs av De Haan 1837. Cycloes granulosa ingår i släktet Cycloes och familjen Calappidae. Inga underarter finns listade i Catalogue of Life.